# Myrtle Springs (Teksas)
Myrtle Springs je naseljeno mjesto za statističke potrebe u američkoj saveznoj državi Teksas. Prema popisu stanovništva iz 2010. u njemu je živjelo 828 stanovnika.